# Северина (албум из 1992)
Северина је други студијски албум хрватске поп певачице Северине, објављен 1992.
Овим албумом Северина почиње сарадњу са композитором Зринком Тутићем. Остали сарадници на албуму су Златан Стипишић, Хусеин Хасанефендић, Јурица Пађен, Дино Дворник и други. Албум садржи десет песама, од којих су две објављене као синглови, "Твоја прва дјевојка" и "Кад си сам". 

## Позадина
Северина је 3. јануара 1992. потписала уговор са продуцентом Зринком Тутићем, првобитно на само три године, да би га касније продужила на још три године. Албум су почели да снимају током априла исте године, а у међувремену, на Северинину молбу, Тутић је упознао Џибонија и на њен наговор му поклонио песму „Златне године”. 

## Обраде
Кад си сам-Маслинасто зелена (Здравко Чолић)